# Łubki-Kolonia
Łubki-Kolonia – kolonia w Polsce położona w województwie lubelskim, w powiecie lubelskim, w gminie Wojciechów.
W latach 1975–1998 miejscowość administracyjnie należała do ówczesnego województwa lubelskiego.
Miejscowość stanowi sołectwo gminy Wojciechów. Według Narodowego Spisu Powszechnego z roku 2011 wieś liczyła 172 mieszkańców.
Wierni Kościoła rzymskokatolickiego należą do parafii Matki Bożej Królowej Polski i św. Judy Tadeusza w Łubkach.